# Angelo Pietra
Angelo Pietra (Moneglia, 1550 circa – Montecassino, 1590) è stato un economista e benedettino italiano.

## Biografia
Di origini genovesi, fu uno studioso di ragioneria che si occupò, oltre che della previsione, dell'inventariazione e del bilancio, specialmente della partita doppia, al fine di applicarla proficuamente all'economia dell'abbazia monastica, essendo egli stesso un monaco benedettino, e raccolse i risultati dei propri studi nell'opera Indrizzo degli economi, pubblicata a Mantova nel 1586, quattro anni prima della sua morte, avvenuta all'età di circa quarant'anni presso l'abbazia di Montecassino.

## Opere
- Indrizzo degli economi, Mantova, Francesco Osanna, 1586.